# Месич, Степан
Степан Месич или Стипе Месич (хорв. Stjepan Mesić; род. 24 декабря 1934, Ораховица, Королевство Югославия) — югославский и хорватский политический и государственный деятель, премьер-министр Хорватии с мая по август 1990 года, председатель президиума СФРЮ в июле-октябре 1991 года, президент Хорватии в 2000—2010 годы.

## Биография
Родился 24 декабря 1934 года в славонском городе Ораховица (Хорватия).
Окончил юридический факультет Загребского университета в 1961 году. В начале 1970-х годов принимал участие в антиправительственном движении за равноправие Хорватии в Югославии (т. н. «Хорватская весна»). Был осуждён на два года тюремного заключения, провёл в тюрьме год. После выхода из заключения работал юристом, занимался научной деятельностью.
В 1989 году принимает активное участие в создании хорватского националистического движения (впоследствии преобразованного в партию) Хорватское демократическое содружество (председателем партии был Франьо Туджман). Был секретарём, а затем председателем исполкома партии. Ближайший соратник Туджмана. В 1990 году Месич возглавил правительство республики, а также стал членом Президиума СФРЮ, заменив на этом посту Степана Шувара, отозванного хорватским парламентом.
Согласно конституционной циклической системе смены первых лиц, 15 мая 1991 года должен был стать председателем Президиума СФРЮ, однако из-за противодействия представителей Сербии и Черногории занял этот пост лишь 1 июля. Участвовал в процессе разделения Югославии. С 3 октября прекратил участие в деятельности Президиума, формально подал в отставку 5 декабря, после отзыва его парламентом Хорватии.
 В 1992 году стал председателем Сабора (парламента) независимой Республики Хорватии, с поста которого был смещён в 1994 году из-за несогласия с политикой ХДС, прежде всего по боснийскому вопросу.
В мае 1997 года добровольно выступил в Международном трибунале по бывшей Югославии, дав показания относительно деятельности хорватских формирований в Боснии и Герцеговине. Вышел из ХДС и основал новую партию Хорватских независимых демократов (ХНД). В 1997 году после раскола ХНД стал членом либерально-центристской Хорватской народной партии (ХНП), возглавил Загребскую городскую организацию ХНП. На выборах 7 февраля 2000 года, через несколько месяцев после смерти Туджмана, был избран президентом Республики Хорватия.
В октябре 2002 года во время судебного процесса против Слободана Милошевича явился в МТБЮ, как свидетель.
На выборах 17 января 2005 года переизбран с большим преимуществом (получил 66 % голосов, его оппонентка Ядранка Косор — 34 %).

## Политические убеждения, репутация, высказывания
Был сторонником выхода Хорватии из состава Югославии и, занимая пост председателя Президиума СФРЮ в 1991 году, фактически этому способствовал. Сторонник прозападной ориентации Хорватии, вхождения во все евро-атлантические структуры. Предвыборная программа 2005 года: вступление Хорватии в Евросоюз и достижение статуса европейского демократического государства.

### Репутация
Месич подвергся критике хорватскими националистами за то, что косвенно способствовал осуждению деятельности вооружённых сил Хорватии во время войны 1991—1995 годов. В ответ на так называемое «письмо двенадцати генералов» с призывами прекратить криминализацию войны он отправил в отставку сразу семь генералов, подписавших это письмо.
В конце 2000-х правоведы Дарко Трифунович и Домагой Маргетич организовали «Экспертную группу по расследованию терроризма и преступности в регионе», которая высказала предположения о связи Степана Месича с заказными убийствами и «Аль-Каидой». Однако Трифунович был не одинок в предположениях о проникновении исламского терроризма на территорию Боснии и Герцеговины: австрийская антитеррористическая служба совместно с немецкой канцелярией Интерпола ещё в 1996 году завершила расследование «мутных дел» суданца Мухаммеда аль-Фатиха Хассанейна, близкого друга Усамы бен Ладена и Алии Изетбеговича, через ряд банков финансировавшего покупку оружия и прибытие боевиков в БиГ, тем самым распространявшего сеть Аль-Каиды на Балканах.

### Высказывания
На последнем заседании Президиума СФРЮ заявил:
«Спасибо за оказанное мне доверие бороться за интересы Хорватии на том участке, который был мне поручен. Думаю, я выполнил задание — Югославии больше нет».
Из интервью 1993 года газете «Известия» о Милошевиче:
Я пытался предостеречь Милошевича, говорил, что он плохо кончит. «Что ты делаешь, Слобо? — сказал я ему. — Ты что, со всем миром воевать собрался? Но для этого тебе надо мобилизовать в армию два миллиона сербов. А если ты мобилизуешь два миллиона, сербы поднимут против тебя восстание. Тебя свергнут, а потом повесят. Я только прошу тебя, Слобо: когда тебя будут вешать, вспомни эти мои слова».

## Личная жизнь
По национальности — хорват. Женат с 1961 года на Милке Дудундич, украинского и сербского происхождения, родом из Хорватской Костайницы, с которой имеет двух дочерей и двоих внуков.
Помимо родного хорватского, владеет английским и русским языками (последний учил в школьные годы).

## Награды
| Страна               | Дата вручения     | Награда                                                                                          | Награда                                                                                          | Литеры   |
| -------------------- | ----------------- | ------------------------------------------------------------------------------------------------ | ------------------------------------------------------------------------------------------------ | -------- |
| Румыния              | 2000 —            | Кавалер цепи ордена Звезды Румынии                                                               | Кавалер цепи ордена Звезды Румынии                                                               |          |
| Австрия              | 2001 —            | Кавалер Большой почётной звезды «За заслуги перед Австрийской Республикой»                       | Кавалер Большой почётной звезды «За заслуги перед Австрийской Республикой»                       |          |
| Словакия             | 2001 —            | Кавалер ордена Двойного белого креста 1 степени                                                  | Кавалер ордена Двойного белого креста 1 степени                                                  |          |
| Италия               | 5 октября 2001 —  | Кавалер Большого креста декорированного лентой ордена «За заслуги перед Итальянской Республикой» | Кавалер Большого креста декорированного лентой ордена «За заслуги перед Итальянской Республикой» |          |
| Великобритания       | декабрь 2001 —    | Рыцарь Большого креста Ордена Святых Михаила и Георгия                                           | Рыцарь Большого креста Ордена Святых Михаила и Георгия                                           | GCMG     |
| Венгрия              | 2002 —            | Кавалер цепи ордена Заслуг                                                                       | Кавалер цепи ордена Заслуг                                                                       |          |
| Малайзия             | 2002 —            | Кавалер ордена Короны Королевства                                                                | Кавалер ордена Короны Королевства                                                                | D.M.N.   |
| Казахстан            | 15 апреля 2002 —  | Кавалер ордена Достык 1 степени                                                                  | Кавалер ордена Достык 1 степени                                                                  |          |
| Россия               | май 2005 —        | Юбилейная медаль «60 лет Победы в Великой Отечественной войне 1941—1945 гг.»                     | Юбилейная медаль «60 лет Победы в Великой Отечественной войне 1941—1945 гг.»                     |          |
| Хорватия             | 11 июля 2005 —    | Кавалер Большого ордена Короля Томислава с лентой и большой Звездой                              | Кавалер Большого ордена Короля Томислава с лентой и большой Звездой                              |          |
| Мальта               | 26 октября 2006 — | Почётный Компаньон Почёта ордена Заслуг                                                          | Почётный Компаньон Почёта ордена Заслуг                                                          | K.U.O.M. |
| Черногория           | 2007 —            | Почётный гражданин Подгорицы                                                                     | Почётный гражданин Подгорицы                                                                     |          |
| Украина              | 24 мая 2007 —     | Кавалер ордена князя Ярослава Мудрого 1 степени                                                  | Кавалер ордена князя Ярослава Мудрого 1 степени                                                  |          |
| Россия               | 31 октября 2007 — | Медаль Пушкина                                                                                   | Медаль Пушкина                                                                                   |          |
| Латвия               | 1 сентября 2008 — | Кавалер Большого креста на цепи ордена Трёх звёзд                                                | Кавалер Большого креста на цепи ордена Трёх звёзд                                                |          |
| Молдова              | 23 декабря 2008 — | Орден Республики                                                                                 | Орден Республики                                                                                 |          |
| Хорватия             | 2009 —            | Почётный гражданин Трогира                                                                       | Почётный гражданин Трогира                                                                       |          |
| Хорватия             | 2009 —            | Почётный гражданин Истарски                                                                      | Почётный гражданин Истарски                                                                      |          |
| Босния и Герцеговина | 2009 —            | Почётный гражданин Бихача                                                                        | Почётный гражданин Бихача                                                                        |          |
| Косово               | 2009 —            | Почётный гражданин Приштины                                                                      | Почётный гражданин Приштины                                                                      |          |
| Монако               | 16 апреля 2009 —  | Кавалер Большого креста ордена Святого Карла                                                     | Кавалер Большого креста ордена Святого Карла                                                     |          |
| Хорватия             | 2010 —            | Почётный гражданин Опатии                                                                        | Почётный гражданин Опатии                                                                        |          |
| Финляндия            | 2011 —            | Кавалер Большого креста на цепи ордена Белой розы Финляндии                                      | Кавалер Большого креста на цепи ордена Белой розы Финляндии                                      |          |
| Северная Македония   | 2012 —            | Почётный гражданин Тетово                                                                        | Почётный гражданин Тетово                                                                        |          |
| Албания              | 2013 —            | Почётный гражданин Шенгини                                                                       | Почётный гражданин Шенгини                                                                       |          |
| Албания              | 2013 —            | Почётный гражданин Тираны                                                                        | Почётный гражданин Тираны                                                                        |          |
| Албания              | 2018 —            | Орден Государственного флага Албании                                                             | Орден Государственного флага Албании                                                             |          |
| Филиппины            | 17 февраля 2024 — | Рыцарь Большого креста Рисаля                                                                    | Рыцарь Большого креста Рисаля                                                                    |          |